# Leone nel basilico
Leone nel basilico è un film del 2014 diretto da Leone Pompucci, interpretato da Ida Di Benedetto. Presentato in anteprima al Foggia Film Festival (FFF) il 23 novembre 2014 è uscito nelle sale nel 2015.

## Trama
Roma, 14 agosto. Maria Celeste è una vedova sessantenne e solitaria che abita in una casa di cura. Bisbetica e scostante, maltratta le altre ospiti della casa di riposo, dandosi arie da gran signora, comprandosi delle rose che finge siano omaggio di un corteggiatore e sostenendo di essere spesso invitata a casa del figlio amatissimo.
In realtà, nelle sue uscite dalla casa di riposo, che lei chiama "albergo", Maria Celeste vaga da sola per le strade con il suo carrellino della spesa. Ritrovatasi in una stazione ferroviaria, si siede su una panchina alla fine di un binario e poco dopo si addormenta. Si sveglia quando una ragazza, Julieta, le lascia tra le braccia un bimbo di circa dieci mesi e sparisce correndo. L'orgogliosa e dura Maria Celeste non sa che farsene e si avvia al commissariato, ma prima di arrivare incontra di nuovo la giovane e le due passano l'intera mattinata insieme. Julieta è una ragazza sbandata ma allegra, cresciuta in un orfanotrofio e vive alla giornata, prostituendosi occasionalmente per mantenere suo figlio Leone.
L'esistenza polverosa e illusoria di Maria Celeste viene scossa improvvisamente quando Julieta le affida Leone per attraversare una strada e muore investita da un tram. Riposto il bimbo nel carrellino della spesa, in mezzo alle piantine di basilico che le ha regalato un fruttivendolo, Maria Celeste si mette a percorrere senza meta le strade della città semideserta. Nel corso della passeggiata si imbatterà in un'esistenza viva e variegata: un veterinario a cui chiede aiuto per l'aritmia; la proprietaria di un sexy shop chiusa nel suo negozio mentre fuori si svolge una processione religiosa; le sue compagne della casa di cura, che le svelano di non aver mai creduto ai suoi racconti; il figlio Riccardo che non la va mai a trovare perché schiavo della dispotica moglie Clara, perennemente in conflitto con la suocera; l'agente immobiliare che ha mandato di vendere il suo vecchio appartamento, ma che in realtà lo utilizza come garçonnière per incontrarsi con la sua amante; l'ex vicino di casa Renato, un donnaiolo con cui anche Maria Celeste ha in passato intrattenuto una relazione.
Al termine del suo vagare, Maria Celeste, che ormai non può fare a meno del piccolo Leone, lo porta a fare un bagno in mare. Rintracciata dai carabinieri, la donna spira sul lettino della spiaggia, mentre in una sequenza quasi onirica un corteo composto dai personaggi della storia segue Leone, che va a spasso seduto sul dorso di un elefante.

## Produzione
Il film è stato girato a Roma, a Bari all'interno del Palazzo Mincuzzi, nella stazione, sul lungomare di San Cataldo, nel cimitero, e a Barletta sulla litoranea di Ponente. È stato realizzato con il contributo della direzione generale per il cinema del Ministero per i beni e le attività culturalie il turismo e con il sostegno della fondazione Apulia Film Commission e Regione Lazio.

## Riconoscimenti
- 2014 - Foggia Film Festival
  - Premio Italian movies [5].